# Jerzy Hoffman
Jerzy Julian Hoffman (Cracovia, 15 marzo 1932) è un regista e sceneggiatore polacco.

## Biografia
Nel 1965 e nel 1969 ha partecipato al Festival cinematografico internazionale di Mosca. Nel 1973 e nel 1981 ha fatto parte della giuria nello stesso festival. Il suo film del 1974 Diluvio ha ricevuto una nomination ai Premi Oscar 1975 nella categoria miglior film straniero. Lo stesso film fa parte di una trilogia di film storici diretti da Hoffman tratti da opere dello scrittore Henryk Sienkiewicz, insieme a Il settimo flagello e Ogniem i mieczem. Nel 2011 ha diretto il primo film polacco in 3D.

## Filmografia parziale
- Prawo i piesc (1964)
- Trzy kroki po ziemi (1965)
- Il settimo flagello (Pan Wołodyjowski) (1969)
- Diluvio (Potop) (1974)
- Tredowata  (1976)
- Do krwi ostatniej (1978)
- Znachor (1982)
- Wedle wyroków twoich... (1984)
- Piekna nieznajoma  (1993)
- Ogniem i mieczem (1999)
- Stara basn. Kiedy slonce bylo bogiem (2003)
- 1920 Bitwa Warszawska (2011)